# 1801
Portal Geschichte | Portal Biografien | Aktuelle Ereignisse | Jahreskalender | Tagesartikel

◄ |
18. Jahrhundert |
19. Jahrhundert
| 20. Jahrhundert | ►

◄ |
1770er |
1780er |
1790er |
1800er
| 1810er | 1820er | 1830er | ►

◄◄ |
◄ |
1797 |
1798 |
1799 |
1800 |
1801
| 1802 | 1803 | 1804 | 1805 | ► | ►►
Staatsoberhäupter  · Nekrolog   · Musikjahr
| Januar | Januar | Januar | Januar | Januar | Januar | Januar | Januar |
| Kw     | Mo     | Di     | Mi     | Do     | Fr     | Sa     | So     |
| ------ | ------ | ------ | ------ | ------ | ------ | ------ | ------ |
| 1      |        |        |        | 1      | 2      | 3      | 4      |
| 2      | 5      | 6      | 7      | 8      | 9      | 10     | 11     |
| 3      | 12     | 13     | 14     | 15     | 16     | 17     | 18     |
| 4      | 19     | 20     | 21     | 22     | 23     | 24     | 25     |
| 5      | 26     | 27     | 28     | 29     | 30     | 31     |        |

| Februar | Februar | Februar | Februar | Februar | Februar | Februar | Februar |
| Kw      | Mo      | Di      | Mi      | Do      | Fr      | Sa      | So      |
| ------- | ------- | ------- | ------- | ------- | ------- | ------- | ------- |
| 5       |         |         |         |         |         |         | 1       |
| 6       | 2       | 3       | 4       | 5       | 6       | 7       | 8       |
| 7       | 9       | 10      | 11      | 12      | 13      | 14      | 15      |
| 8       | 16      | 17      | 18      | 19      | 20      | 21      | 22      |
| 9       | 23      | 24      | 25      | 26      | 27      | 28      |         |

| März | März | März | März | März | März | März | März |
| Kw   | Mo   | Di   | Mi   | Do   | Fr   | Sa   | So   |
| ---- | ---- | ---- | ---- | ---- | ---- | ---- | ---- |
| 9    |      |      |      |      |      |      | 1    |
| 10   | 2    | 3    | 4    | 5    | 6    | 7    | 8    |
| 11   | 9    | 10   | 11   | 12   | 13   | 14   | 15   |
| 12   | 16   | 17   | 18   | 19   | 20   | 21   | 22   |
| 13   | 23   | 24   | 25   | 26   | 27   | 28   | 29   |
| 14   | 30   | 31   |      |      |      |      |      |

| April | April | April | April | April | April | April | April |
| Kw    | Mo    | Di    | Mi    | Do    | Fr    | Sa    | So    |
| ----- | ----- | ----- | ----- | ----- | ----- | ----- | ----- |
| 14    |       |       | 1     | 2     | 3     | 4     | 5     |
| 15    | 6     | 7     | 8     | 9     | 10    | 11    | 12    |
| 16    | 13    | 14    | 15    | 16    | 17    | 18    | 19    |
| 17    | 20    | 21    | 22    | 23    | 24    | 25    | 26    |
| 18    | 27    | 28    | 29    | 30    |       |       |       |

| Mai | Mai | Mai | Mai | Mai | Mai | Mai | Mai |
| Kw  | Mo  | Di  | Mi  | Do  | Fr  | Sa  | So  |
| --- | --- | --- | --- | --- | --- | --- | --- |
| 18  |     |     |     |     | 1   | 2   | 3   |
| 19  | 4   | 5   | 6   | 7   | 8   | 9   | 10  |
| 20  | 11  | 12  | 13  | 14  | 15  | 16  | 17  |
| 21  | 18  | 19  | 20  | 21  | 22  | 23  | 24  |
| 22  | 25  | 26  | 27  | 28  | 29  | 30  | 31  |

| Juni | Juni | Juni | Juni | Juni | Juni | Juni | Juni |
| Kw   | Mo   | Di   | Mi   | Do   | Fr   | Sa   | So   |
| ---- | ---- | ---- | ---- | ---- | ---- | ---- | ---- |
| 23   | 1    | 2    | 3    | 4    | 5    | 6    | 7    |
| 24   | 8    | 9    | 10   | 11   | 12   | 13   | 14   |
| 25   | 15   | 16   | 17   | 18   | 19   | 20   | 21   |
| 26   | 22   | 23   | 24   | 25   | 26   | 27   | 28   |
| 27   | 29   | 30   |      |      |      |      |      |

| Juli | Juli | Juli | Juli | Juli | Juli | Juli | Juli |
| Kw   | Mo   | Di   | Mi   | Do   | Fr   | Sa   | So   |
| ---- | ---- | ---- | ---- | ---- | ---- | ---- | ---- |
| 27   |      |      | 1    | 2    | 3    | 4    | 5    |
| 28   | 6    | 7    | 8    | 9    | 10   | 11   | 12   |
| 29   | 13   | 14   | 15   | 16   | 17   | 18   | 19   |
| 30   | 20   | 21   | 22   | 23   | 24   | 25   | 26   |
| 31   | 27   | 28   | 29   | 30   | 31   |      |      |

| August | August | August | August | August | August | August | August |
| Kw     | Mo     | Di     | Mi     | Do     | Fr     | Sa     | So     |
| ------ | ------ | ------ | ------ | ------ | ------ | ------ | ------ |
| 31     |        |        |        |        |        | 1      | 2      |
| 32     | 3      | 4      | 5      | 6      | 7      | 8      | 9      |
| 33     | 10     | 11     | 12     | 13     | 14     | 15     | 16     |
| 34     | 17     | 18     | 19     | 20     | 21     | 22     | 23     |
| 35     | 24     | 25     | 26     | 27     | 28     | 29     | 30     |
| 36     | 31     |        |        |        |        |        |        |

| September | September | September | September | September | September | September | September |
| Kw        | Mo        | Di        | Mi        | Do        | Fr        | Sa        | So        |
| --------- | --------- | --------- | --------- | --------- | --------- | --------- | --------- |
| 36        |           | 1         | 2         | 3         | 4         | 5         | 6         |
| 37        | 7         | 8         | 9         | 10        | 11        | 12        | 13        |
| 38        | 14        | 15        | 16        | 17        | 18        | 19        | 20        |
| 39        | 21        | 22        | 23        | 24        | 25        | 26        | 27        |
| 40        | 28        | 29        | 30        |           |           |           |           |

| Oktober | Oktober | Oktober | Oktober | Oktober | Oktober | Oktober | Oktober |
| Kw      | Mo      | Di      | Mi      | Do      | Fr      | Sa      | So      |
| ------- | ------- | ------- | ------- | ------- | ------- | ------- | ------- |
| 40      |         |         |         | 1       | 2       | 3       | 4       |
| 41      | 5       | 6       | 7       | 8       | 9       | 10      | 11      |
| 42      | 12      | 13      | 14      | 15      | 16      | 17      | 18      |
| 43      | 19      | 20      | 21      | 22      | 23      | 24      | 25      |
| 44      | 26      | 27      | 28      | 29      | 30      | 31      |         |

| November | November | November | November | November | November | November | November |
| Kw       | Mo       | Di       | Mi       | Do       | Fr       | Sa       | So       |
| -------- | -------- | -------- | -------- | -------- | -------- | -------- | -------- |
| 44       |          |          |          |          |          |          | 1        |
| 45       | 2        | 3        | 4        | 5        | 6        | 7        | 8        |
| 46       | 9        | 10       | 11       | 12       | 13       | 14       | 15       |
| 47       | 16       | 17       | 18       | 19       | 20       | 21       | 22       |
| 48       | 23       | 24       | 25       | 26       | 27       | 28       | 29       |
| 49       | 30       |          |          |          |          |          |          |

| Dezember | Dezember | Dezember | Dezember | Dezember | Dezember | Dezember | Dezember |
| Kw       | Mo       | Di       | Mi       | Do       | Fr       | Sa       | So       |
| -------- | -------- | -------- | -------- | -------- | -------- | -------- | -------- |
| 49       |          | 1        | 2        | 3        | 4        | 5        | 6        |
| 50       | 7        | 8        | 9        | 10       | 11       | 12       | 13       |
| 51       | 14       | 15       | 16       | 17       | 18       | 19       | 20       |
| 52       | 21       | 22       | 23       | 24       | 25       | 26       | 27       |
| 53       | 28       | 29       | 30       | 31       |          |          |          |

| Januar | Januar | Januar | Januar | Januar | Januar | Januar | Januar |
| Kw     | Mo     | Di     | Mi     | Do     | Fr     | Sa     | So     |
| ------ | ------ | ------ | ------ | ------ | ------ | ------ | ------ |
| 1      |        |        |        | 1      | 2      | 3      | 4      |
| 2      | 5      | 6      | 7      | 8      | 9      | 10     | 11     |
| 3      | 12     | 13     | 14     | 15     | 16     | 17     | 18     |
| 4      | 19     | 20     | 21     | 22     | 23     | 24     | 25     |
| 5      | 26     | 27     | 28     | 29     | 30     | 31     |        |

| Februar | Februar | Februar | Februar | Februar | Februar | Februar | Februar |
| Kw      | Mo      | Di      | Mi      | Do      | Fr      | Sa      | So      |
| ------- | ------- | ------- | ------- | ------- | ------- | ------- | ------- |
| 5       |         |         |         |         |         |         | 1       |
| 6       | 2       | 3       | 4       | 5       | 6       | 7       | 8       |
| 7       | 9       | 10      | 11      | 12      | 13      | 14      | 15      |
| 8       | 16      | 17      | 18      | 19      | 20      | 21      | 22      |
| 9       | 23      | 24      | 25      | 26      | 27      | 28      |         |

| März | März | März | März | März | März | März | März |
| Kw   | Mo   | Di   | Mi   | Do   | Fr   | Sa   | So   |
| ---- | ---- | ---- | ---- | ---- | ---- | ---- | ---- |
| 9    |      |      |      |      |      |      | 1    |
| 10   | 2    | 3    | 4    | 5    | 6    | 7    | 8    |
| 11   | 9    | 10   | 11   | 12   | 13   | 14   | 15   |
| 12   | 16   | 17   | 18   | 19   | 20   | 21   | 22   |
| 13   | 23   | 24   | 25   | 26   | 27   | 28   | 29   |
| 14   | 30   | 31   |      |      |      |      |      |

| April | April | April | April | April | April | April | April |
| Kw    | Mo    | Di    | Mi    | Do    | Fr    | Sa    | So    |
| ----- | ----- | ----- | ----- | ----- | ----- | ----- | ----- |
| 14    |       |       | 1     | 2     | 3     | 4     | 5     |
| 15    | 6     | 7     | 8     | 9     | 10    | 11    | 12    |
| 16    | 13    | 14    | 15    | 16    | 17    | 18    | 19    |
| 17    | 20    | 21    | 22    | 23    | 24    | 25    | 26    |
| 18    | 27    | 28    | 29    | 30    |       |       |       |

| Mai | Mai | Mai | Mai | Mai | Mai | Mai | Mai |
| Kw  | Mo  | Di  | Mi  | Do  | Fr  | Sa  | So  |
| --- | --- | --- | --- | --- | --- | --- | --- |
| 18  |     |     |     |     | 1   | 2   | 3   |
| 19  | 4   | 5   | 6   | 7   | 8   | 9   | 10  |
| 20  | 11  | 12  | 13  | 14  | 15  | 16  | 17  |
| 21  | 18  | 19  | 20  | 21  | 22  | 23  | 24  |
| 22  | 25  | 26  | 27  | 28  | 29  | 30  | 31  |

| Juni | Juni | Juni | Juni | Juni | Juni | Juni | Juni |
| Kw   | Mo   | Di   | Mi   | Do   | Fr   | Sa   | So   |
| ---- | ---- | ---- | ---- | ---- | ---- | ---- | ---- |
| 23   | 1    | 2    | 3    | 4    | 5    | 6    | 7    |
| 24   | 8    | 9    | 10   | 11   | 12   | 13   | 14   |
| 25   | 15   | 16   | 17   | 18   | 19   | 20   | 21   |
| 26   | 22   | 23   | 24   | 25   | 26   | 27   | 28   |
| 27   | 29   | 30   |      |      |      |      |      |

| Juli | Juli | Juli | Juli | Juli | Juli | Juli | Juli |
| Kw   | Mo   | Di   | Mi   | Do   | Fr   | Sa   | So   |
| ---- | ---- | ---- | ---- | ---- | ---- | ---- | ---- |
| 27   |      |      | 1    | 2    | 3    | 4    | 5    |
| 28   | 6    | 7    | 8    | 9    | 10   | 11   | 12   |
| 29   | 13   | 14   | 15   | 16   | 17   | 18   | 19   |
| 30   | 20   | 21   | 22   | 23   | 24   | 25   | 26   |
| 31   | 27   | 28   | 29   | 30   | 31   |      |      |

| August | August | August | August | August | August | August | August |
| Kw     | Mo     | Di     | Mi     | Do     | Fr     | Sa     | So     |
| ------ | ------ | ------ | ------ | ------ | ------ | ------ | ------ |
| 31     |        |        |        |        |        | 1      | 2      |
| 32     | 3      | 4      | 5      | 6      | 7      | 8      | 9      |
| 33     | 10     | 11     | 12     | 13     | 14     | 15     | 16     |
| 34     | 17     | 18     | 19     | 20     | 21     | 22     | 23     |
| 35     | 24     | 25     | 26     | 27     | 28     | 29     | 30     |
| 36     | 31     |        |        |        |        |        |        |

| September | September | September | September | September | September | September | September |
| Kw        | Mo        | Di        | Mi        | Do        | Fr        | Sa        | So        |
| --------- | --------- | --------- | --------- | --------- | --------- | --------- | --------- |
| 36        |           | 1         | 2         | 3         | 4         | 5         | 6         |
| 37        | 7         | 8         | 9         | 10        | 11        | 12        | 13        |
| 38        | 14        | 15        | 16        | 17        | 18        | 19        | 20        |
| 39        | 21        | 22        | 23        | 24        | 25        | 26        | 27        |
| 40        | 28        | 29        | 30        |           |           |           |           |

| Oktober | Oktober | Oktober | Oktober | Oktober | Oktober | Oktober | Oktober |
| Kw      | Mo      | Di      | Mi      | Do      | Fr      | Sa      | So      |
| ------- | ------- | ------- | ------- | ------- | ------- | ------- | ------- |
| 40      |         |         |         | 1       | 2       | 3       | 4       |
| 41      | 5       | 6       | 7       | 8       | 9       | 10      | 11      |
| 42      | 12      | 13      | 14      | 15      | 16      | 17      | 18      |
| 43      | 19      | 20      | 21      | 22      | 23      | 24      | 25      |
| 44      | 26      | 27      | 28      | 29      | 30      | 31      |         |

| November | November | November | November | November | November | November | November |
| Kw       | Mo       | Di       | Mi       | Do       | Fr       | Sa       | So       |
| -------- | -------- | -------- | -------- | -------- | -------- | -------- | -------- |
| 44       |          |          |          |          |          |          | 1        |
| 45       | 2        | 3        | 4        | 5        | 6        | 7        | 8        |
| 46       | 9        | 10       | 11       | 12       | 13       | 14       | 15       |
| 47       | 16       | 17       | 18       | 19       | 20       | 21       | 22       |
| 48       | 23       | 24       | 25       | 26       | 27       | 28       | 29       |
| 49       | 30       |          |          |          |          |          |          |

| Dezember | Dezember | Dezember | Dezember | Dezember | Dezember | Dezember | Dezember |
| Kw       | Mo       | Di       | Mi       | Do       | Fr       | Sa       | So       |
| -------- | -------- | -------- | -------- | -------- | -------- | -------- | -------- |
| 49       |          | 1        | 2        | 3        | 4        | 5        | 6        |
| 50       | 7        | 8        | 9        | 10       | 11       | 12       | 13       |
| 51       | 14       | 15       | 16       | 17       | 18       | 19       | 20       |
| 52       | 21       | 22       | 23       | 24       | 25       | 26       | 27       |
| 53       | 28       | 29       | 30       | 31       |          |          |          |

## Ereignisse

### Politik und Weltgeschehen

#### Koalitionskriege

##### Ägypten
- 8. März: Am Strand von Abukir landen etwa 17.000 britische Soldaten unter dem Kommando Ralph Abercrombys und greifen das von Franzosen im Rahmen der Ägyptischen Expedition besetzte Fort des Ortes an.
- 27. Juni: Ein Teil der französischen Truppen, die mit Napoleon Bonapartes Expedition nach Ägypten gekommen sind, kapituliert unter General Augustin-Daniel Belliard in Kairo gegenüber osmanischen Einheiten. Der andere Teil hält vorerst die Hafenstadt Alexandria.

##### Mittel- und Osteuropa
- 9. Februar: Der Friede von Lunéville zwischen Frankreich und dem Heiligen Römischen Reich beendet den Krieg der zweiten Koalition. Frankreich erhält die von ihm beanspruchten linksrheinischen Gebiete. Den Fürstentümern des Heiligen Römischen Reiches wird dafür eine Entschädigung durch die Säkularisation geistlicher und zum Teil auch Mediatisierung kleinerer weltlicher Territorien zugesagt. Österreich muss außerdem drei französische Tochterrepubliken, die Batavische, die Helvetische und die Ligurische Republik anerkennen. Das zuvor habsburgisch regierte Großherzogtum Toskana wird dem Königreich Etrurien, einem weiteren französischen Vasallenstaat, einverleibt. Großherzog Ferdinand III. erhält zum Ausgleich das Erzstift Salzburg und die Fürstpropstei Berchtesgaden.
- 18. März: König Ferdinand I. von Sizilien muss im Frieden von Florenz den Stato dei Presidi an Frankreich abtreten und französische Besatzungen in seinen Staaten zulassen.
- 29. Mai: Frankreich diktiert die Verfassung von Malmaison für die Helvetische Republik.
- 24. August: Im Vertrag von Paris erhält Bayern die Zusage Napoleon Bonapartes, für den Verlust seiner linksrheinischen Besitzungen in naher Zukunft entschädigt zu werden. Der Vertrag ist ein Ausfluss der machtpolitischen Annäherung Bayerns an Frankreich, weil Kurfürst Maximilian IV. die Sorge um eine mögliche Annexion durch den Habsburger Kaiser umtreibt.
- 8. Oktober: Friedensvertrag zwischen Frankreich und Russland

##### Iberische Halbinsel
- 20. Mai: Spanische Truppen unter dem Befehl von Manuel de Godoy marschieren in Portugal ein und besetzen die Grenzstadt Olivenza. Im nahegelegenen Elvas lässt er Orangen pflücken und schickt diese mit dem Hinweis, er werde bis Lissabon vordringen, der spanischen Königin Maria Luise von Bourbon-Parma. Die Gegenwehr Portugals im sogenannten Orangen-Krieg ist gering.
- 6. Juni: Der Friede von Badajoz beendet den Orangen-Krieg zwischen Spanien und Portugal, das die Stadt Olivenza an Spanien abtreten muss.

##### Seekrieg
- 2. April: In der Seeschlacht von Kopenhagen zwingt Großbritannien Dänemark durch die Vernichtung der im Hafen liegenden dänischen Flotte zum Austritt aus der Liga der „bewaffneten Neutralität“, was deren Zerfall nach sich zieht.

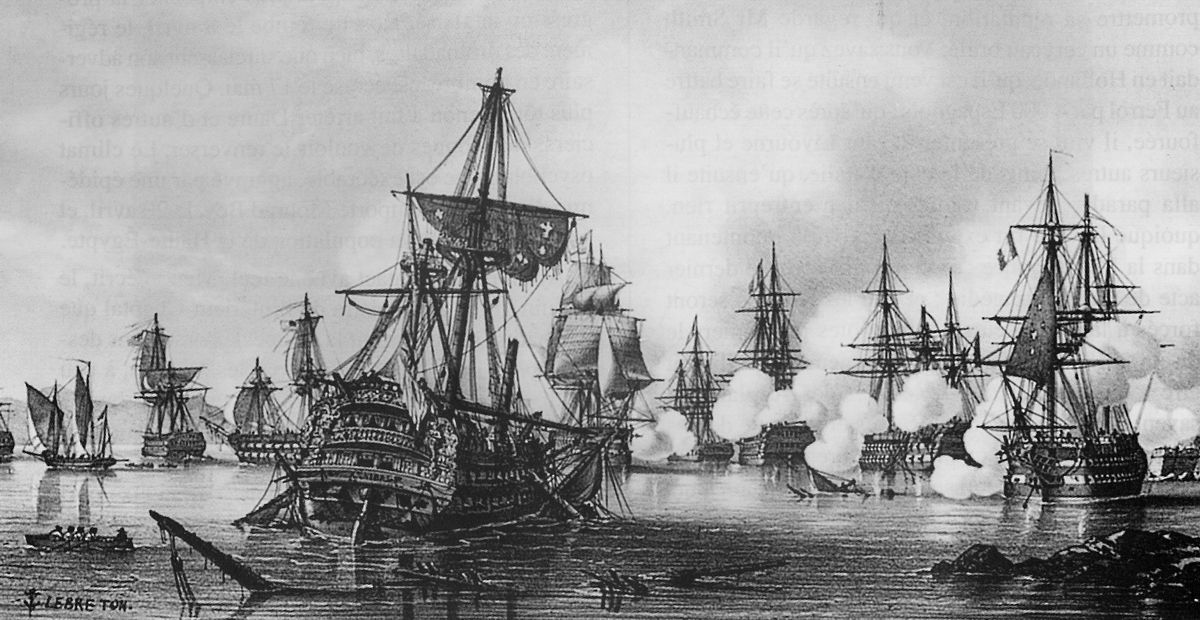
Erstes Seegefecht vor Algeciras

- 6. Juli: Ein kleines französisches Geschwader, verstärkt durch spanische Küstenbatterien und Kanonenboote, besiegt ein nominell stärkeres britisches Geschwader im Ersten Seegefecht von Algeciras.

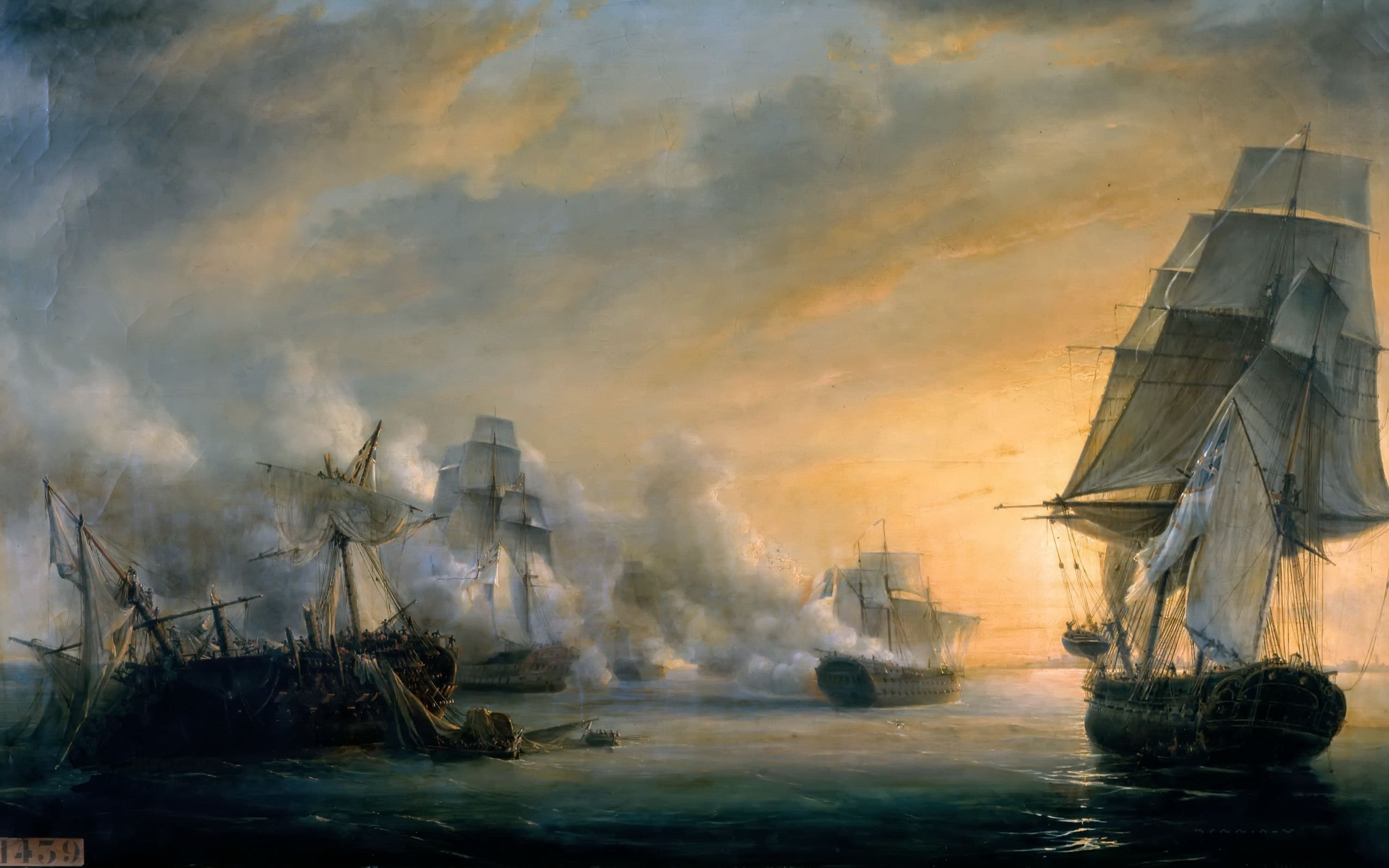
Zweites Seegefecht von Algeciras

- 12. Juli: Das Zweite Seegefecht vor Algeciras endet mit einem Sieg der von Portugal unterstützten britischen Flotte über die Franzosen.
- 16. August: Admiral Horatio Nelson unternimmt mit der britischen Kanalflotte einen vergeblichen Angriff auf französische Schiffe bei Boulogne-sur-Mer.

#### Großbritannien

Der Union Jack seit 1801

- 1. Januar: Das Königreich Großbritannien vereinigt sich mit dem Königreich Irland zum Vereinigten Königreich von Großbritannien und Irland.
- 10. März: Die erste Volkszählung in Großbritannien wird durchgeführt.
- Großbritannien schließt mit Persien den Anglo-Persischen Vertrag, einen militärischen Beistandspakt.

#### Russland
- 18. Januar: Der russische Zar Paul I. macht Georgien zur russischen Provinz.
- 23. März: Zar Paul I. wird bei einem nächtlichen Attentat von adligen Offizieren in seinem Schlafzimmer im St.-Michaels-Schloss in Sankt Petersburg umgebracht. Das Schloss ist als Hochsicherheitsgebäude für die Herrscherfamilie konzipiert.
- 24. März: Nach der Palastrevolution in Russland wird Alexander I. neuer Zar.
- 9. Oktober: Abschaffung der Folter in Russland

#### Weitere Ereignisse weltweit
- 4. März: Amtseinführung von Thomas Jefferson als 3. US-Präsident, er löst John Adams ab.
- April: George Clinton gewinnt die Gouverneurswahl in New York 1801.
- 1. Mai: Der Pascha von Tripolis, Yusuf ibn Ali Karamanli, fällt den US-Fahnenmast vor dem amerikanischen Konsulat, was als Auslöser des Amerikanisch-Tripolitanischen Krieges gilt.
- Der Name Afghanistan ist offiziell zum ersten Mal schriftlich in einem Vertrag verankert.

### Wirtschaft
- 4. Mai: Die erste Ausgabe des Gibraltar Chronicle erscheint.

### Wissenschaft und Technik
- 1. Januar: Giuseppe Piazzi entdeckt mit (1) Ceres den ersten Asteroiden.
- 3. Juni: Robert Fulton führt sein Nautilus genanntes U-Boot in Le Havre vor.
- 11. Juli: Der französische Astronom Jean-Louis Pons entdeckt seinen ersten Kometen, dem im Laufe seines Lebens weitere 36 Entdeckungen folgen werden.
- 8. November: Im Sternbild Großer Bär entdeckt der Astronom Wilhelm Herschel die als NGC 2976 und NGC 3077 katalogisierten Galaxien.
- 26. November: Charles Hatchett berichtet über das von ihm entdeckte chemische Element Columbium, das später den Namen Niob erhält.
- 19. Dezember: In Columbia (South Carolina) wird die University of South Carolina gegründet.
- Johann Wilhelm Ritter entdeckt die Ultraviolettstrahlung.

### Kultur

#### Musik und Theater
- 21. Januar: Die Uraufführung der Oper Le Grand Deuil von Henri Montan Berton erfolgt an der Opéra-Comique in Paris.
- 27. Februar: Die Oper Flaminius à Corinthe von Rodolphe Kreutzer wird in Paris uraufgeführt.
- 9. März: Die Uraufführung des Liederspiels Frohsinn und Schwärmerey von Friedrich Heinrich Himmel findet an der Hofoper in Berlin statt.
- 28. März: Das Ballett Die Geschöpfe des Prometheus von Ludwig van Beethoven und Salvatore Viganò hat seine Uraufführung am Wiener Hofburgtheater zum Benefiz der Primaballerina Maria Cassentini.
- 2. April: Das 1. Klavierkonzert in C-Dur, op. 15, von Ludwig van Beethoven hat seine Uraufführung am Burgtheater in Wien.
- 21. April: Zur Eröffnung des Teatro Nuovo in Triest wird die Oper Ginevra di Scozia des deutschen Komponisten Johann Simon Mayr uraufgeführt. Das Libretto stammt von Gaetano Rossi.
- 13. Juni: Das Theater an der Wien wird eröffnet.

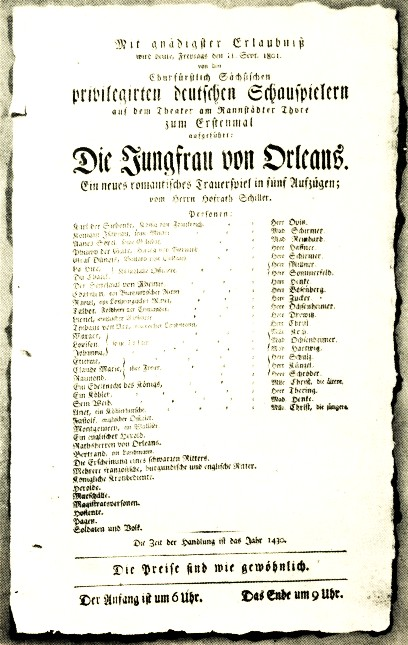
Theaterzettel der Uraufführung

- 11. September: In Leipzig wird Friedrich Schillers romantische Tragödie Die Jungfrau von Orleans uraufgeführt. Das der Weimarer Klassik zugehörige Stück wird zu Schillers Zeiten sein meistgespieltes Werk.
- 13. September: Die Schöpfungsmesse in B-Dur von Joseph Haydn wird in der Bergkirche in Eisenstadt uraufgeführt.
- Ludwig van Beethoven vollendet die Klaviersonate Nr. 14 „Quasi una fantasia“ (Mondscheinsonate).
- Zur Eröffnung des neuen Theaters in Triest verfasst Antonio Salieri die Oper Annibale in Capua.

#### Sonstiges
- Napoleon Bonaparte gründet das Museum der Schönen Künste Brüssel, das spätere Königliche Museum der Schönen Künste in Brüssel.
- Friedrich Schiller veröffentlicht sein Gedicht Der Antritt des neuen Jahrhunderts.

### Gesellschaft
- 4. November: Der Orden der heiligen Isabella wird gegründet.

### Religion
- 15. Juli: Das zwischen Papst Pius VII. und Frankreichs Erstem Konsul Napoleon Bonaparte zustande gekommene Konkordat von 1801 wird von ihren bevollmächtigten Vertretern unterzeichnet. Bei den Verhandlungen formuliert Kardinalstaatssekretär Ercole Consalvi das sogenannte Consalvi-Paradoxon.
- 8. April: Im Zuge der zweiten Christenverfolgungen in Korea wird auch Yi Seung-hun (auch: Peter Seung Hoon Lee) hingerichtet, der prominenteste einheimische katholische Missionar.

## Geboren

### Januar/Februar
- 02. Januar: Ferdinand Laeisz, deutscher Kaufmann und Reeder († 1887)
- 05. Januar: Manuel da Silva Passos, portugiesischer Rechtsanwalt und Politiker († 1862)
- 06. Januar: Daniel Haines, US-amerikanischer Politiker († 1877)
- 06. Januar: Georg Kaspar Nagler, deutscher Kunsthistoriker und Kunstschriftsteller († 1866)
- 11. Januar: Peter F. Causey, US-amerikanischer Politiker († 1871)
- 14. Januar: Adolphe Brongniart, französischer Botaniker und Phytopaläontologe († 1876)
- 16. Januar: Ludwig Leopold Liebig, deutscher Gärtner und Pflanzenzüchter († 1872)
- 17. Januar: Henry W. Collier, US-amerikanischer Politiker († 1855)
- 18. Januar: James Evans, kanadischer Methodist und Linguist († 1846)
- 20. Januar: Hippolyte Bayard, französischer Beamter und Fotograf († 1887)
- 23. Januar: Friedrich Lichtenberg, hessischer Jurist und Politiker († 1871)
- 25. Januar: Hryhorij Laptschenko, ukrainisch-russischer Maler († 1876)
- 27. Januar: Henry Moule, britischer Pfarrer und Erfinder († 1880)
- 28. Januar: Jean Victor Vincent Adam, französischer Historienmaler und Lithograf († 1866)
- 01. Februar: Thomas Cole, US-amerikanischer Maler († 1848)
- 01. Februar: Jean Théodore Lacordaire, französischer Entomologe († 1870)
- 01. Februar: John Wood Lewis, US-amerikanischer Politiker († 1865)
- 01. Februar: Adolf Fredrik Lindblad, schwedischer Komponist († 1878)

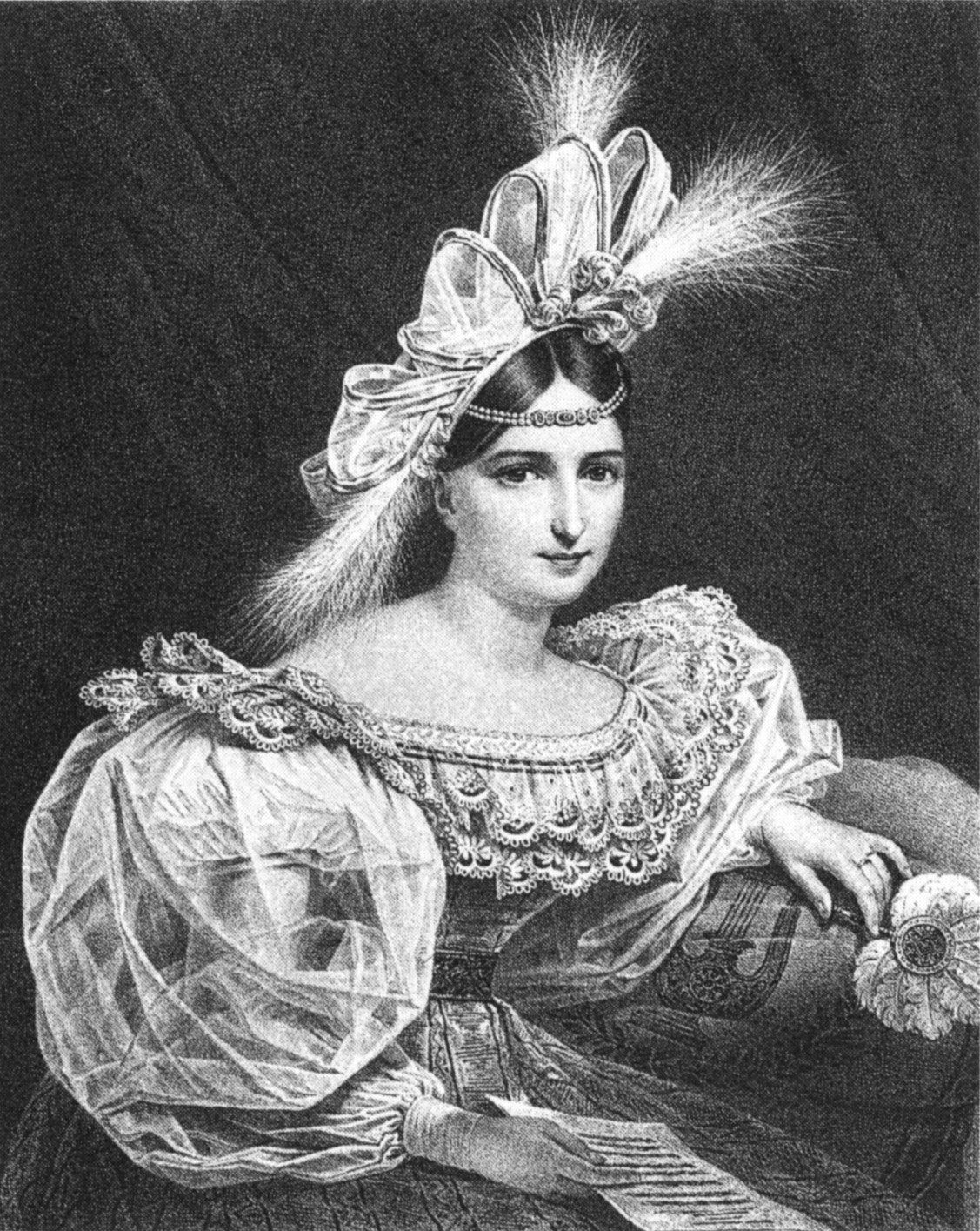
Laure Cinti-Damoreau

- 06. Februar: Laure Cinti-Damoreau, französische Koloratursopranistin († 1863)
- 15. Februar: August von der Heydt, Bankier und preußischer Handels- und Finanzminister († 1874)
- 16. Februar: Julius Theodor Christian Ratzeburg, deutscher Zoologe, Entomologe und Forstwissenschaftler († 1871)
- 16. Februar: Konstantin, letzter Fürst von Hohenzollern-Hechingen († 1869)
- 17. Februar: August von Voit, deutscher Architekt († 1870)
- 21. Februar: Heinrich Leberecht Fleischer, deutscher Arabist († 1888)
- 21. Februar: Jan Václav Kalivoda, böhmischer Komponist, Kapellmeister und Violinist († 1866)
- 21. Februar: John Henry Newman, britischer katholischer Theologe und Kardinal, zuvor anglikanischer Pfarrer und Theologe († 1890)

### März/April

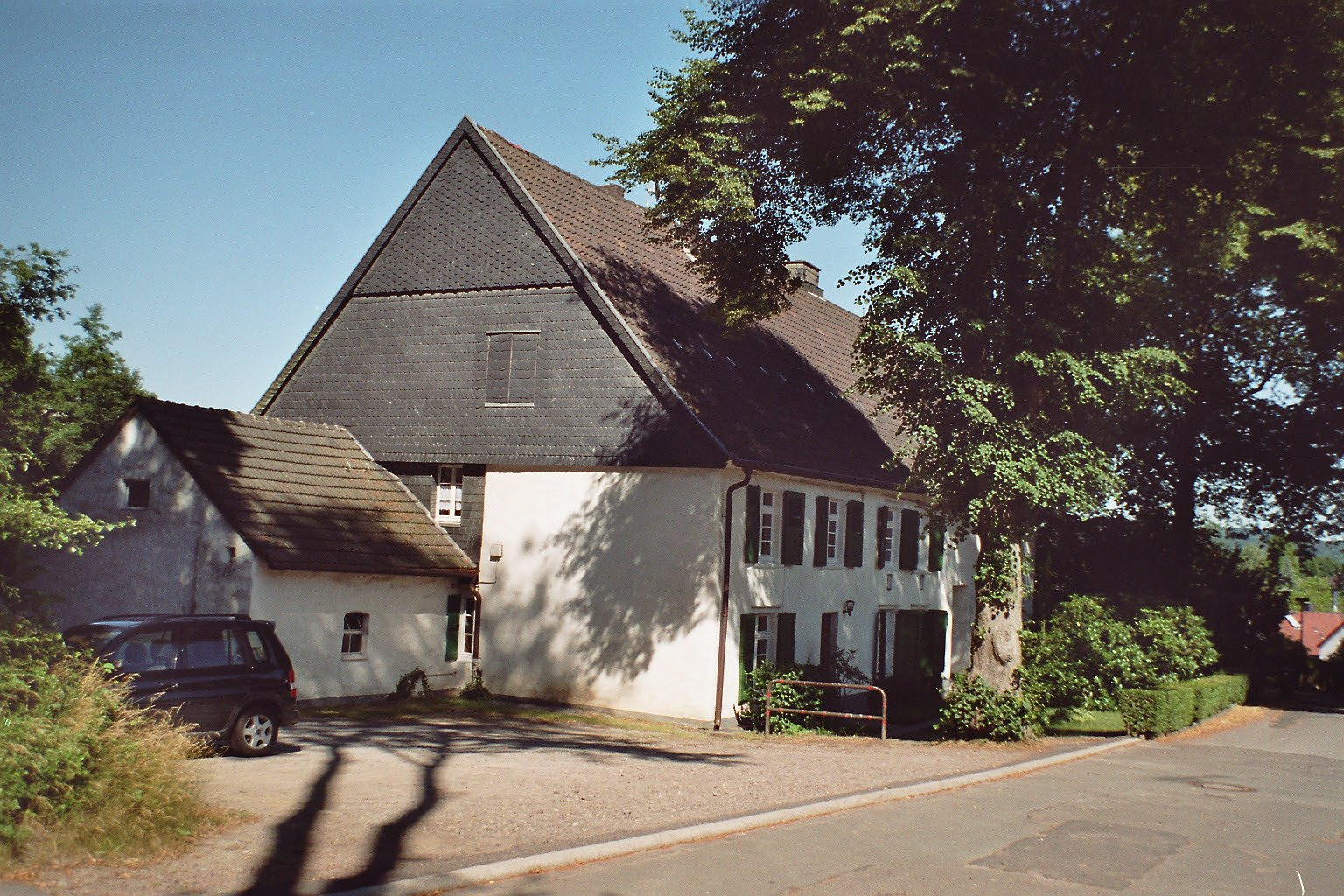
Geburtshaus von Henriette Davidis in Wengern

- 01. März: Henriette Davidis, deutsche Hauswirtschaftslehrerin, Erzieherin und Gouvernante, Kochbuchautorin († 1876)
- 02. März: Andreas Peter Berggreen, dänischer Komponist und Organist († 1880)
- 14. März: Kristian Jaak Peterson, estnischer Dichter († 1822)
- 15. März: Coenraad J. van Houten, niederländischer Apotheker und Chemiker († 1887)
- 16. März: Joseph Anton Bohl, deutscher Orgelbauer († 1878)
- 19. März: Heinrich Joseph Wetzer, deutscher Orientalist († 1853)
- 27. März: Alexander Barrow, US-amerikanischer Politiker († 1846)
- 29. März: Georg Christian Friedrich Lisch, mecklenburgischer Altertumsforscher († 1883)
- 01. April: Carl Anwandter, deutscher Apotheker und Politiker († 1889)
- 06. April: William Hallowes Miller, britischer Mineraloge, Kristallograph und Physiker († 1880)
- 06. April: Hugh Rose, 1. Baron Strathnairn, britischer Feldmarschall († 1885)
- 10. April: Paul Devaux, belgischer Staatsmann († 1880)
- 11. April: Claude Tillier, französischer Schriftsteller († 1844)
- 12. April: Joseph Lanner, österreichischer Komponist und Violinist († 1843)
- 12. April: Otto von Gerlach, deutscher Theologe und Pfarrer († 1849)
- 14. April: Henry D. Gilpin, US-amerikanischer Politiker († 1860)
- 15. April: Fritz Tillisch, dänischer Jurist, Gutsherr und Minister († 1889)
- 19. April: Gustav Theodor Fechner, deutscher Physiker und Philosoph († 1887)
- 20. April: Diederich Heinrich Schrader, deutscher Schwimmmeister († 1847)
- 28. April: Anthony Ashley-Cooper, britischer Politiker († 1885)
- 29. April: Joseph Aschbach, deutscher Historiker († 1882)

### Mai/Juni
- 04. Mai: George W. Towns, US-amerikanischer Politiker († 1854)
- 06. Mai: José Joaquín Pérez Mascayano, chilenischer Politiker († 1889)
- 10. Mai: Hugh Johnston Anderson, US-amerikanischer Politiker († 1881)
- 11. Mai: Franz Dominic Grassi, deutscher Kaufmann und Mäzen († 1880)
- 11. Mai: Henri Labrouste, französischer Architekt († 1875)
- 15. Mai: Joseph Ludwig Raabe, Schweizer Mathematiker († 1859)
- 16. Mai: William H. Seward, US-amerikanischer Politiker und Außenminister († 1872)
- 21. Mai: Ferdinand Lindheimer, deutsch-US-amerikanischer Botaniker, Journalist und Verleger († 1879)
- 26. Mai: Hermann Karsten, deutscher evangelisch-lutherischer Theologe († 1882)
- 27. Mai: Gustav Wilhelm Schubert, sächsischer Kommissionsrat, Jurist und Historiker († 1877)
- 31. Mai: Johann Georg Baiter, Schweizer Theologe und Textkritiker († 1877)
- 01. Juni: Brigham Young, Prophet der Kirche Jesu Christi der Heiligen der letzten Tage († 1877)

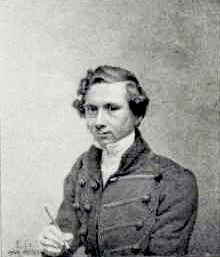
Eduard Gaertner

- 02. Juni: Eduard Gaertner, deutscher Vedutenmaler des Biedermeiers († 1877)
- 03. Juni: František Škroup, tschechischer Komponist und Dirigent († 1862)
- 04. Juni: Michail Pawlowitsch Bestuschew-Rjumin, russischer Anführer des Dekabristenaufstandes († 1826)
- 05. Juni: Armand Marrast, französischer Journalist († 1852)
- 16. Juni: Julius Plücker, deutscher Mathematiker und Physiker († 1868)
- 29. Juni: Carl von Preußen, Sohn Friedrich Wilhelms III. und Königin Luise († 1883)
- 29. Juni: Moritz Ludwig Frankenheim, deutscher Kristallograph, Physiker und Geograph († 1869)
- 29. Juni: Pedro Santana, Präsident der Dominikanischen Republik († 1864)
- 30. Juni: Frédéric Bastiat, französischer Ökonom und Journalist († 1850)

### Juli/August
- 03. Juli: Philipp Roeder von Diersburg, badischer Generalleutnant und Schriftsteller († 1864)
- 04. Juli: Isabella Maria von Portugal, portugiesische Prinzessin, Regentin von Portugal († 1876)
- 05. Juli: David Glasgow Farragut, US-amerikanischen Marineoffizier († 1870)
- 11. Juli: Etienne Chastel, Schweizer evangelischer Theologe und Hochschullehrer († 1886)
- 11. Juli: John Hill Hewitt, US-amerikanischer Komponist, Lyriker und Zeitungsverleger († 1890)

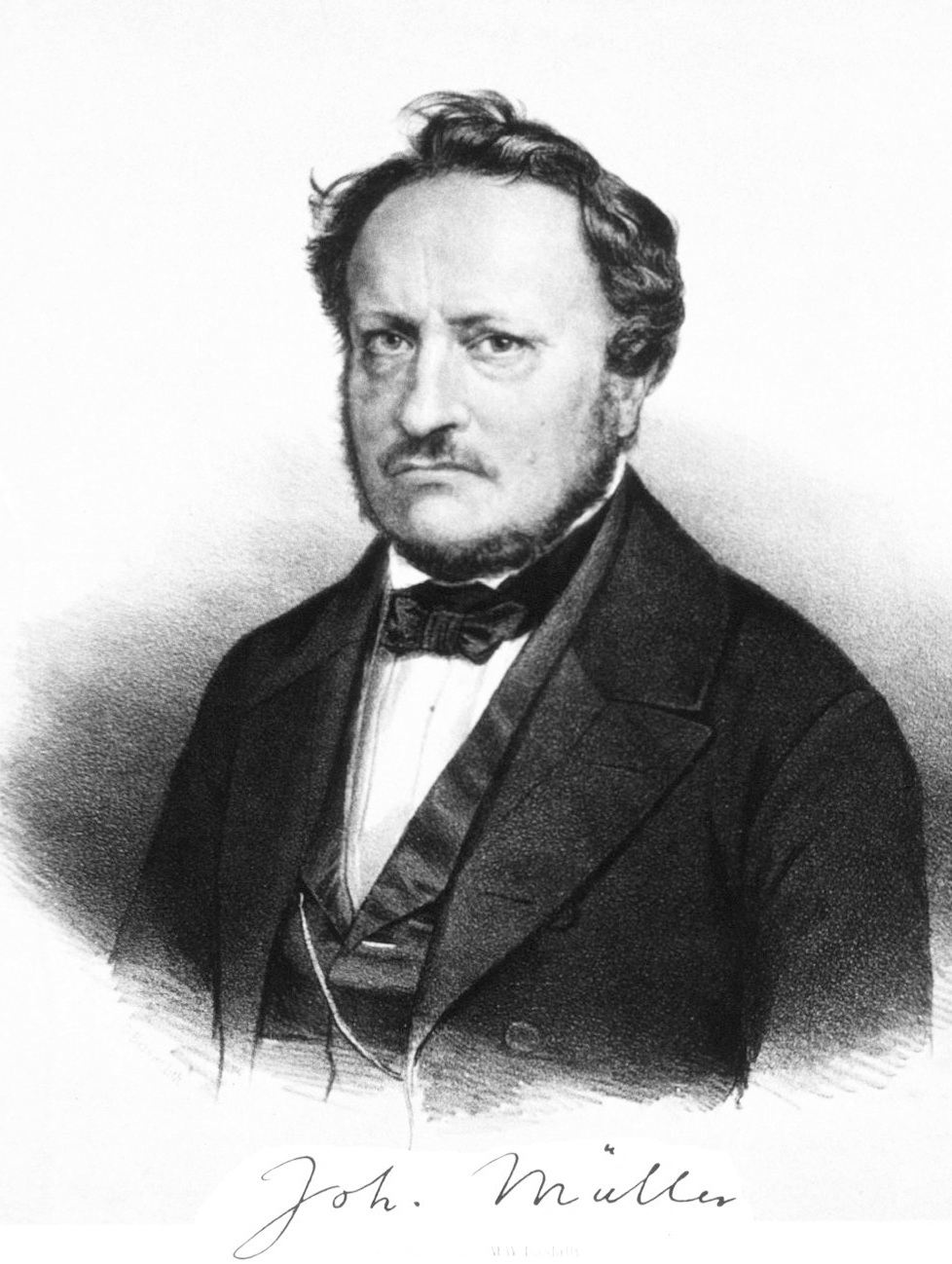
Johannes Müller

- 14. Juli: Johannes Müller, deutscher Physiologe und vergleichender Anatom († 1858)
- 21. Juli: Jules Pierre Rambur, französischer Arzt und Entomologe († 1870)
- 26. Juli: Noah Martin, US-amerikanischer Politiker († 1863)
- 27. Juli: George Biddell Airy, englischer Astronom († 1892)
- 30. Juli: Napoléon Lannes de Montebello, französischer Staatsmann und Diplomat († 1874)
- 01. August: Philipp Spitta, deutscher Komponist, evangelischer Theologe und Dichter († 1859)
- 03. August: Hans Jakob Pestalozzi, Schweizer Jurist und Politiker († 1874)
- 07. August: Moritz Karl August Axt, deutscher Pädagoge und Altphilologe († 1862)
- 10. August: Christian Hermann Weisse, evangelischer Theologe und spätidealistischer Philosoph († 1866)
- 11. August: Eduard Devrient, deutscher Schauspieler und Theaterleiter († 1877)
- 11. August: Heinrich Adolf von Zastrow, preußischer General († 1875)
- 12. August: Julius Heinrich Petermann, deutscher Orientalist († 1876)
- 17. August: Fredrika Bremer, schwedische Schriftstellerin und Führerin der Frauenbewegung († 1865)
- 18. August: Johann Karl Ulrich Bähr, deutscher Maler und Schriftsteller († 1869)
- 27. August: Anna Kraus-Wranitzky, österreichische Opernsängerin († 1851)
- 28. August: Pedro José Arce y Fagoaga, Präsident von El Salvador († 1871)
- 28. August: Antoine-Augustin Cournot, französischer Mathematiker und Wirtschaftstheoretiker († 1877)
- 31. August: Pierre Soulé, US-amerikanischer Politiker († 1870)

### September/Oktober

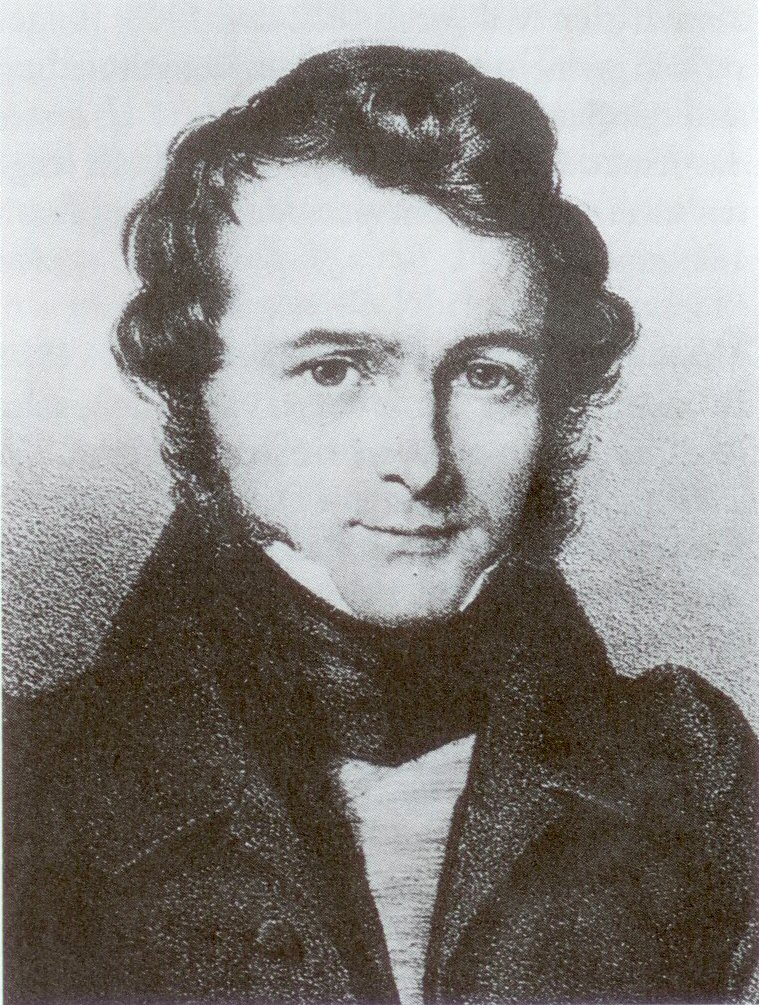
Hermann von Meyer

- 03. September: Hermann von Meyer, Begründer der Wirbeltierpaläontologie in Deutschland († 1869)
- 07. September: Hans von und zu Aufseß, Gründer des Germanischen Nationalmuseums in Nürnberg († 1872)
- 07. September: Sarel Arnoldus Cilliers, burischer Prediger und Voortrekker-Anführer († 1871)
- 10. September: Garrett Davis, US-amerikanischer Politiker († 1872)
- 13. September: Eduard Herrmann Volkmar Ficker, sächs. Theologe, ev.-luth. Geistlicher, Magister († 1861)
- 19. September: Jean-Valentin Bender, belgischer Komponist und Dirigent († 1873)

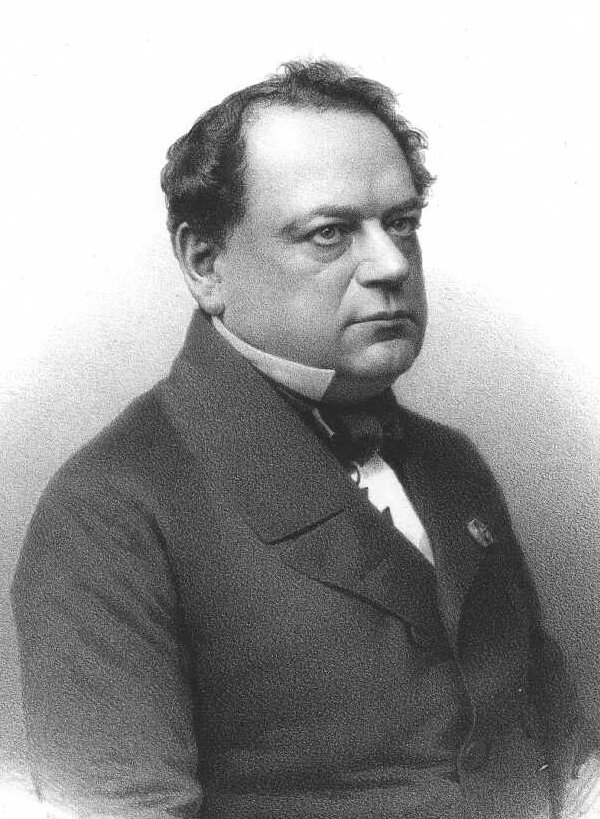
Moritz Hermann Jacobi

- 21. September: Moritz Hermann von Jacobi, deutscher Physiker und Ingenieur († 1874)
- 24. September: Michail Ostrogradski, russisch-ukrainischer Mathematiker († 1862)
- 25. September: Eduard Knoblauch, deutscher Architekt († 1865)
- 29. September: Heinrich Leonhard von Arnim-Heinrichsdorf, deutscher Politiker († 1875)
- 07. Oktober: Therese Krones, österreichische Schauspielerin († 1830)
- 07. Oktober: Adolf Müller, österreichisch-ungarischer Schauspieler und Komponist († 1886)
- 12. Oktober: Friedrich Frey-Herosé, Schweizer Unternehmer, Offizier und Politiker († 1873)
- 12. Oktober: Wilhelm Langbein, deutscher Pädagoge († 1840)
- 12. Oktober: Carl August von Steinheil, deutscher Physiker († 1870)
- 14. Oktober: Joseph Antoine Ferdinand Plateau, belgischer Physiker († 1883)
- 15. Oktober: Seabury Ford, US-amerikanischer Politiker († 1855)
- 16. Oktober: Joseph Jelačić von Bužim, Banus von Kroatien († 1859)
- 18. Oktober: Justo José de Urquiza, Mitglied der argentinischen Oligarchie († 1870)
- 20. Oktober: Melchior Berri, Schweizer Architekt († 1854)
- 23. Oktober: Peter Wilhelm Forchhammer, deutscher Altphilologe und Archäologe († 1894)
- 23. Oktober: William Henry Haywood, US-amerikanischer Politiker († 1852)
- 23. Oktober: Albert Lortzing, deutscher Komponist, Schauspieler und Sänger († 1851)
- 31. Oktober: Theodor Franz Christian von Seckendorff, preußischer Diplomat († 1858)

### November/Dezember
- 01. November: Ferdinand Teuffer, deutsch-dänischer Jurist und Autor († 1840)
- 03. November: Karl Baedeker, deutscher Verleger († 1859)
- 03. November: Vincenzo Bellini, italienischer Komponist († 1835)
- 03. November: Joseph Höger, Landschaftsmaler, Aquarellist, Radierer und Lithograph († 1877)
- 04. November: Jacob Ludwig Theodor Reh, deutscher Politiker († 1868)
- 04. November: Ambrose Hundley Sevier, US-amerikanischer Politiker († 1848)
- 10. November: Samuel Gridley Howe, Gründer der Perkins School for the Blind († 1876)
- 13. November: Amalie Auguste von Bayern, sächsische Königin († 1877)
- 13. November: Elisabeth Ludovika von Bayern, preußische Königin († 1873)
- 13. November: Louis François Antoine Curtat, Schweizer evangelischer Geistlicher, Hochschullehrer und Politiker († 1868)
- 13. November: Mathias Mack, deutscher Apotheker († 1882)
- 17. November: Sherlock James Andrews, US-amerikanischer Politiker († 1880)
- 17. November: Eduard Gurk, österreichischer Maler († 1841)
- 18. November: Thaddäus Eduard Gumprecht, deutscher Kaufmann, Geograph, Geologe und Hochschullehrer († 1856)
- 19. November: George Vickers, US-amerikanischer Politiker († 1879)
- 24. November: Ludwig Bechstein, deutscher Schriftsteller, Bibliothekar und Archivar († 1860)
- 26. November: Édouard Spach, französischer Botaniker († 1879)
- 27. November: Alexander Warlamow, russischer Komponist († 1848)
- 07. Dezember: Johann Nestroy, österreichischer Dramatiker und Satiriker († 1862)
- 08. Dezember: Albert Jäger, österreichischer Historiker († 1891)
- 11. Dezember: Christian Dietrich Grabbe, deutscher Dramatiker († 1836)
- 12. Dezember: Johann I., König von Sachsen († 1873)
- 13. Dezember: Hermann von Beckerath, deutscher Politiker und Bankier († 1870)
- 14. Dezember: Joseph Lane, US-amerikanischer Politiker († 1881)
- 15. Dezember: Friedrich Christian Wilhelm Karl Sell, deutscher evangelischer Theologe († 1870),
- 25. Dezember: Antonio Angelèri, italienischer Pianist und Musikpädagoge († 1880)
- 26. Dezember: Adolf Ignaz Mautner von Markhof, österreichischer Industrieller († 1889)
- 27. Dezember: Christian Wurm, deutscher Gymnasiallehrer, Schriftsteller, Philologe und Lexikograf († 1861)
- 31. Dezember: Eduard Heuchler, deutscher Architekt und Baumeister († 1879)

### Genaues Geburtsdatum unbekannt
- Jacques Guillaume Lucien Amans, französischer Maler († 1888)
- Torgeir Augundsson, norwegischer Komponist († 1872)
- Horatio Thomas Austin, britischer Vizeadmiral († 1865)
- Solomon W. Downs, US-amerikanischer Politiker († 1854)

## Gestorben

### Erstes Halbjahr
- 02. Januar: Johann Caspar Lavater, Schweizer reformierter Pfarrer, Philosoph und Schriftsteller (* 1741)
- 09. Januar: Carl Christoph von Hoffmann, preußischer Geheimrat und Kanzler der Halleschen Universität (* 1735)
- 11. Januar: Domenico Cimarosa, italienischer Komponist klassischer Musik (* 1749)
- 21. Januar: Friedrich Wilhelm von Arnim-Boitzenburg, preußischer Beamter und Kriegsminister (* 1739)
- 07. Februar: Daniel Chodowiecki, deutscher Kupferstecher, Grafiker und Illustrator (* 1726)
- 12. Februar: Jean d’Arcet, französischer Chemiker (* 1824)
- 17. Februar: Philippine Charlotte von Preußen, preußische Prinzessin (* 1716)
- 23. Februar: Étienne d’Arnal, französischer Geistlicher, Ingenieur und Erfinder (* 1733)
- 23. Februar: Jean-Henri Voulland, französischer Politiker (* 1751)
- 24. Februar: František Martin Pelcl, tschechischer Schriftsteller, Historiker und Philologe (* 1734)
- 28. Februar: Joseph Anton Steiner, deutscher katholischer Theologe (* 1728)
- 07. März: Georg Heinrich Macheleid, thüringischer Fabrikant, einer der Nacherfinder des Porzellans (* 1723)
- 09. März: Johann Christian Gottlieb Ackermann, deutscher Arzt (* 1756)
- 12. März: Gebhard XXVIII. von Alvensleben, deutscher Politiker und Gutsbesitzer (* 1734)
- 14. März: Ignacy Krasicki, polnischer Geistlicher und Schriftsteller (* 1735)
- 19. März: Ambrosio O’Higgins, spanischer Gouverneur von Chile und Vizekönig von Peru (* um 1720)
- 21. März: Andrea Lucchesi, italienischer Komponist (* 1741)
- 23. März: Paul I., Zar von Russland von 1796 bis 1801 (* 1754)

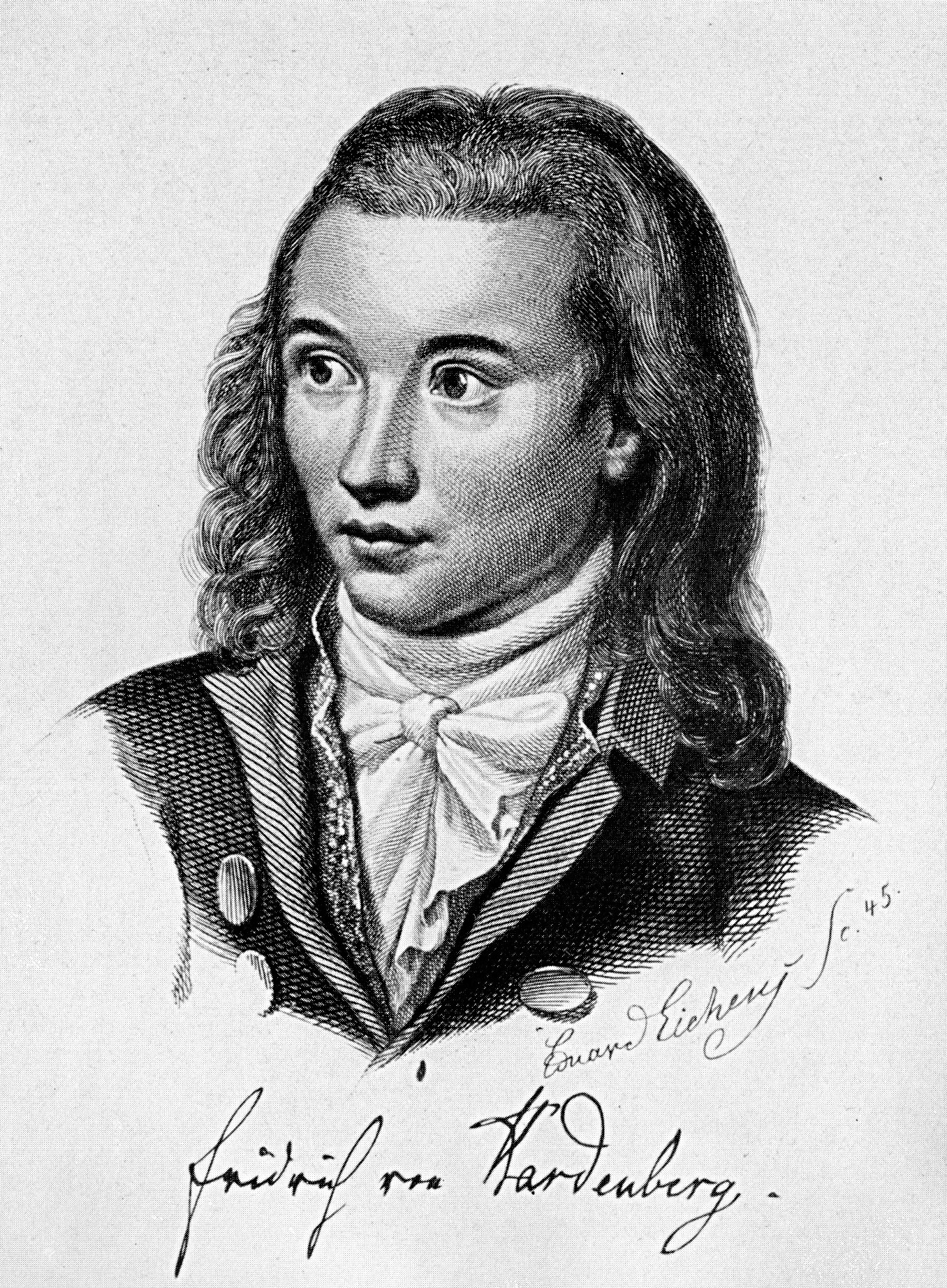
Novalis

- 25. März: Novalis, Dichter der Frühromantik (* 1772)
- 28. März: Ralph Abercromby, britischer General (* 1734)
- 07. April: Murad Bey Muhammad, Emir der Mamluken und Regent in Ägypten (* 1750)
- 13. April: Antoine de Rivarol, französischer Schriftsteller (* 1753)
- 14. April: Ibrahim Khan Kalantar, Großwesir von Persien
- 17. April: Johann Kleych, sächs. ev.-luth. Pastor böhmischer Herkunft (* um 1725)
- 21. April: Johann Michael Wagner, deutscher Orgelbauer (* 1723)
- 05. Mai: Ludwig Ernst von Benkendorf, sächsischer Reitergeneral (* 1711)
- 06. Mai: Franz Troglauer, Räuberhauptmann und Wilderer in Nordbayern (* 1754)
- 07. Mai: Franz Karl von Kressel von Gualtenberg, böhmischer Beamter (* 1720)
- 14. Mai: Johann Ernst Altenburg, deutscher Komponist und Organist (* 1734)
- 23. Mai: Johann Heinrich von Carmer, preußischer Großkanzler und Justizreformer (* 1720)
- 24. Mai: Nikolai Repnin, russischer Generalfeldmarschall und Diplomat (* 1734)
- 25. Mai: Nicolai Jacob Wilse, norwegischer Naturwissenschaftler (* 1736)
- 04. Juni: Frederick Muhlenberg, erster Sprecher des Repräsentantenhauses der Vereinigten Staaten (* 1750)
- 12. Juni: David Claparède, Schweizer evangelischer Geistlicher und Hochschullehrer (* 1727)
- 14. Juni: Benedict Arnold, General in der Kontinentalarmee (* 1741)
- 15. Juni: Johann Sigismund Friedrich von Khevenhüller-Metsch, österreichischer Diplomat (* 1732)
- 28. Juni: Martin Johann Schmidt, österreichischer Barockmaler (* 1718)
- 30. Juni: Caterina Cavalieri, österreichische Opernsängerin, Mozartinterpretin (* 1755)

### Zweites Halbjahr
- 04. Juli: Johannes Hotze, Schweizer Landarzt (* 1734)
- 11. Juli: James Brice, US-amerikanischer Politiker (* 1746)
- 17. Juli: Thérèse Levasseur, Lebensgefährtin von Jean-Jacques Rousseau (* 1721)
- 27. Juli: Maximilian Franz von Österreich, österreichischer Erzherzog, Bischof von Münster und Erzbischof von Köln (* 1756)
- 30. Juli: James Gunn, US-amerikanischer Politiker (* 1753)
- 05. August: Anastasius Ludwig Mencken, preußischer Verwaltungsreformer (* 1752)
- 09. August: Fedele Tirrito, sizilianischer Maler, Schriftsteller, Prediger und Kapuzinerpater (* 1717)
- 16. August: Ralph Earl, US-amerikanischer Maler (* 1751)
- 19. August: Ozawa Roan, japanischer Dichter (* 1723)
- 22. August: Pieter Gerardus van Overstraten, Generalgouverneur von Niederländisch-Indien (* 1755)
- 31. August: Nicola Sala, italienischer Komponist (* 1713)
- 06. September: Silas Condict, US-amerikanischer Politiker (* 1738)
- 07. September: Charlotte Amalie von Hessen-Philippsthal, Herzogin und Regentin von Sachsen-Meiningen (* 1730)
- 07. September: Antoine de Sartine, französischer Politiker (* 1729)
- 09. September: Robert Yates, US-amerikanischer Jurist und Politiker (* 1738)
- 08. Oktober: Philippe-Henri de Ségur, französischer General und Staatsmann, Kriegsminister, Marschall von Frankreich (* 1724)
- 19. Oktober: Wolfgang Aigner, bayerischer Benediktiner und Gelehrter (* 1745)
- 21. Oktober: Johann Stapfer, Schweizer evangelischer Geistlicher und Hochschullehrer (* 1719)
- 23. Oktober: Johann Gottlieb Naumann, deutscher Komponist (* 1741)
- 24. Oktober: Karl Albrecht von Frisching, Schweizer Politiker (* 1734)
- 05. November: Humphry Marshall, deutsch-niederländischer Botaniker (* 1722)
- 05. November: Motoori Norinaga, japanischer Gelehrter zur Zeit des Tokugawa-Shōgunates (* 1730)
- 09. November: Carl Stamitz, deutscher Violinist und Komponist (* 1745)
- 10. November: Friedrich Zacharias Saltzmann, königlicher Hofgärtner in Sanssouci (* 1731)
- 15. November: Sigmund Freudenberger, Schweizer Maler (* 1745)
- 24. November: Franz Moritz von Lacy, österreichischer Feldherr (* 1725)
- 26. November: Déodat Gratet de Dolomieu, Geologe und Mineraloge (* 1750)
- 09. Dezember: Darja Saltykowa, russische Adelige und Serienmörderin (* 1730)
- 10. Dezember: Heinrich Wilhelm von Anhalt, preußischer Offizier (* 1734)
- 16. Dezember: Karl Ludwig, Erbprinz von Baden (* 1755)
- 20. Dezember: Ferdinand Fleck, deutscher Theaterschauspieler (* 1757)
- 21. Dezember: Giacomo Maria Brignole, letzter Doge der Republik Genua (* 1724)
- 31. Dezember: Giuseppe Capece Zurlo, Erzbischof von Neapel und Kardinal (* 1711)